# Milítsiya

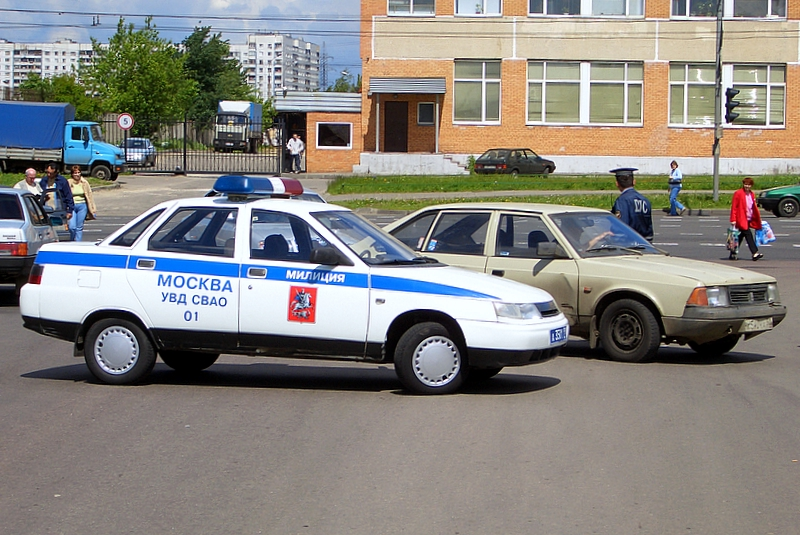
Un coche de la Milítsiya en Moscú.

Milítsiya (en ruso: мили́ция; en ucraniano: мiлiцiя; en bielorruso: мiлíцыя; literalmente "la milicia") ha sido el nombre oficial corto de la policía en la Unión Soviética y la mayor parte de los países del Pacto de Varsovia, heredado por algunos antiguos Estados soviéticos, como Ucrania y Bielorrusia.
Considerando la etimología del término y los rasgos locales distintivos, la Milítsiya debería ser considerada una clase especial de sistema de vigilancia regional, no solo una traducción del español "policía". 
Las fuerzas de la Milítsiya comparten tradiciones similares de todos los países postsoviéticos, táctica y métodos, aunque las diferencias aumenten con el tiempo.
Un nombre similar para la policía fue usado en algunos otros países: en rumano: Miliţia; en serbocroata: Milicija; en polaco: Milicja Obywatelska.

## Nombre y estatus
El nombre proviene de la historia soviética temprana, cuando los bolcheviques tenían la intención de asociar las nuevas autoridades creadas para aplicar la ley con la autoorganización del pueblo y distinguirlas de "la policía protectora de la clase burguesa". 

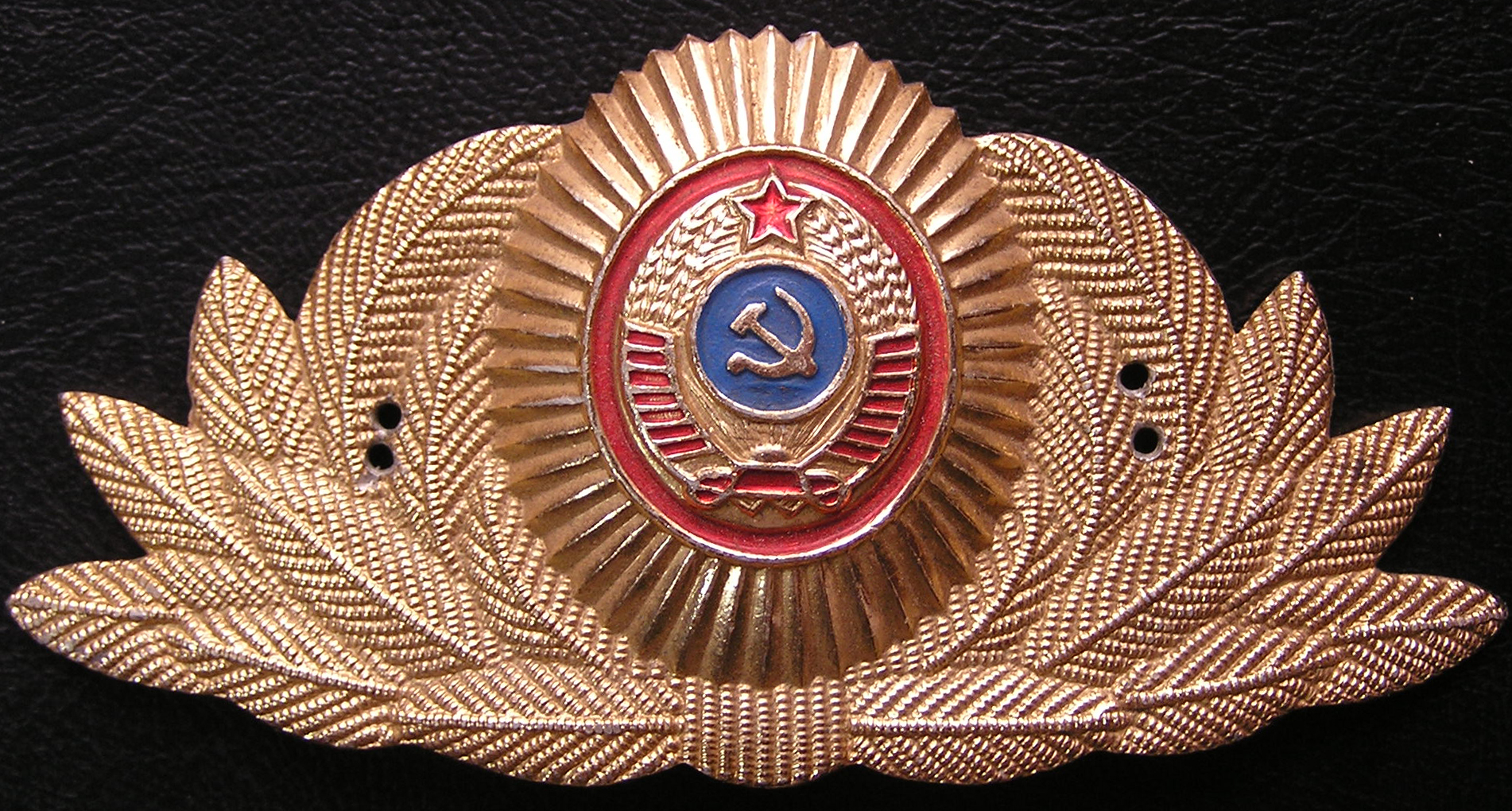
Escarapela de la gorra de la Milítsiya soviética.

Al principio la Milítsiya era el nombre oficial: la Milítsiya de los Trabajadores y Campesinos fue creada en 1917. Finalmente, fue sustituida por el Ministerio de Asuntos Internos (en ruso: МВД, MVD; en ucraniano: МВС, MVS), que es ahora el nombre oficial para las fuerzas de militsia en los países respectivos. Sus ramas regionales son oficialmente llamadas Departamentos de Asuntos Internos- departamento de asuntos internos de la ciudad, departamento de asuntos internos del raion, el departamento de asuntos internos del óblast, etc. El término ruso para un departamento regional era OVD "ОВД" ("Отдел/Отделение внутренних дел"), más tarde renombrado a UVD "УВД" ("Управление внутренних дел").
Funcionalmente, los Ministerios de Asuntos Internos son agencias, sobre todo, de policía. Sus funciones y organización se diferencian considerablemente de los departamentos llamados de manera similar en países occidentales, que son órganos ejecutivos, por lo general civiles, encabezados por políticos y responsables de muchas otras tareas, así como la supervisión de la aplicación de la ley. La MVD soviética y sus sucesoras eran por lo general encabezadas por un general de la militsia y predominantemente consisten en personal de servicio, con empleados civiles que sólo cubren puestos auxiliares. Aunque tales ministros sean miembros del gabinete del país respectivo, por lo general no hacen un informe al primer ministro y al parlamento, sino sólo al presidente. Los departamentos de milítsia locales están subordinados a sus departamentos regionales, teniendo un poco de responsabilidad ante las autoridades locales.
Las unidades de asuntos internos, dentro de la misma milítsia son, por lo general, llamadas departamentos de "seguridad interna".
Los nombres oficiales de los cuerpos y servicios particulares de la milítsia en países postsoviéticos son generalmente muy complicados, de ahí el uso de la abreviación milítsia. Las leyes por lo general se refieren a la policía como milítsia.
El nombre breve para un policía (sin tener en cuenta el género) es militsioner (en ruso: милиционер, ucraniano: мiлiцiонер). Los términos del argot para militsioner incluyen ment (plural: менты, mentý) y músor (plural: мусора, musorá). Aunque la última palabra es ofensiva (literalmente significa "basura"), proviene de unas siglas para el Departamento de Investigaciones Criminales de Moscú (МУС, Московский уголовный сыск) en la Rusia imperial. Ment es un equivalente cercano al término del argot inglés "cop" y es algo injurioso.

## Descripción general
La estructura organizativa, los métodos y las tradiciones de la milítsia se diferencian considerablemente de los de la policía occidental. La Milítsiya como organización consiste en muchos departamentos funcionales, como (GAI), una policía de tráfico. Los detectives contra el crimen organizado forman escuadrillas muy independientes dentro de la milítsiya regional. Algunas unidades pueden tener nombres distintivos (como OMON en Rusia), que son más específicos que milítsiya o militsionero.
Los rangos del personal de la Milítsiya siguen sobre todo a los del Ejército —desde el soldado (en ruso: ryadovoy), que es el grado más bajo, hasta el coronel general— con estas únicas excepciones: no hay ningún rango de General de Ejército y Mariscal. Los detectives (en ruso: el operatívnik) ostentan el grado de teniente al menos y pueden ser promovidos a comandante o teniente coronel. La Milítsiya de un óblast (u otra entidad subnacional equivalente) suele estar al mando de un general. 
El personal de la Milítsiya lleva armas de fuego, pero no está permitido llevar armas cuando están fuera de servicio. A diferencia de las agencias de policía de algunos países, a los militsioneros no les son asignados compañeros permanentes, sino que trabajan solos o dentro de grupos más grandes. Ni a las patrullas de calle ni a los detectives se les permite conducir vehículos de policía. Se asigna un conductor especialista (un militar o un empleado civil) a cada coche y es también responsable de su mantenimiento. El GAI (la militsia de tráfico) es la única excepción: sus miembros conducen sus propios coches (o hasta poseen coches privados) y están especialmente entrenados en la conducción de riesgo.
Un rasgo único del acercamiento de vigilancia de la Milítsiya es el sistema del policía de proximidad. Las ciudades, así como los establecimientos rurales, están divididos en uchástoks (en ruso: pl. участки, "cuartos", barrios) con un uchastkovi especial militsionero ("cuarto de policía"), adjudicado a cada uno. El deber principal del uchastkovi es mantener relaciones cercanas con los residentes de su barrio y juntar la información entre ellos. En particular, el uchastkovi debería conocer personalmente a cada ex-presidiario, drogadicto, gamberro joven, etc. en un uchástok dado, y visitarlos con regularidad para ejercer influencia. El uchastkovyi es también responsable de abordar infracciones menores como violencia de familia, ruido fuerte, aparcamiento indebido en barrio residencial, etc. El uchastkovi es también la principal, y realmente la verdadera, fuerza de militsia en áreas remotas y pequeñas poblaciones donde no se crean departamentos de policía permanentes. Los uchastkovi militsioneros poseen pequeñas oficinas separadas dentro de sus barrios y controlan la entrada de ciudadanos en días laborables definidos.
Este sistema se parece ligeramente al sistema estadounidense de sheriffes, pero muestra algunas diferencias notables. El uchastkovi no es ni la policía principal en una comunidad dada, ni la policía universal (no actuando como detective, encarcelamiento o tareas de táctica especiales).
El sistema de uchastkovis se remonta a tiempos imperiales cuando uriádniks se encargaban de la vigilancia al nivel más bajo en áreas rurales. En la Unión Soviética, los uchastkovyis eran también responsables de tareas expresamente totalitarias, como el mantenimiento propiska limitaciones y supervisión de antiguos presos políticos, que eran sujetos al registro diario en la oficina MVD local.
Otro rasgo único de la Milítsiya es el uso de reclutas para la vigilancia urbana regular. Allí hay "unidades de Milítsiya militarizadas" especialmente en ciudades grandes (como Kiev o Moscú), consistentes en soldados. Estos soldados realizan tareas de orden público simples como la patrulla y acordonamiento, sin portar ningún arma de fuego y, por lo general, van acompañados por militsioneros profesionales. Los "militsioneros militarizados" residen en cuarteles y están sometidos a disciplina militar. La razón principal de la existencia de la policía de recluta es la grave carencia de personal en unidades regulares de la Milítsiya. La "Milítsiya militarizada" no debe ser confundida con las Tropas Internas, la fuerza militar parecida a una gendarmería dentro de los Ministerios Soviet/post-Soviet de Asuntos Internos.
Aunque las mujeres constituyan una proporción significativa del personal de la Milítsiya, no se les permite por lo general ocupar puestos que conllevan riesgos (como agente de policía, guardia, SWAT), pero se les autoriza a llevar armas de fuego para la defensa propia. Por el contrario, están extensamente representadas entre investigadores, inspectores de delitos juveniles, oficinistas, etc. Sin embargo, hay intentos limitados para designar a mujeres como oficiales de tráfico u operatívniks.
Servicios no policiales del MVD
Los ministerios soviéticos y algunos postsoviéticos de Asuntos Internos también han incluido:
- Fuerzas militarizadas ("Tropas Internas");
- Departamento de prisiones (p. ej. GULAG, en los tiempos de Stalin, y sus entidades sucesoras), si no está combinada con otros ministerios o agencias;
- Servicio contra incendios, si no está combinado con el Ministerio de Emergencias;
- Pasaportes y servicio de registro.

Estos servicios no policiales deberían distinguirse de la misma Milítsiya. Sus miembros siempre usan nombres genéricos diferentes y filas específicas (p.ej. El comandante del Servicio Interno, más bien que el Comandante de Milítsiya). 

### Milítsiya en la Federación Rusa
Véase: Ministerio del Interior de Rusia
A lo largo de la primera mitad de los años 1990, la milítsia rusa funcionó con financiación, equipo y apoyo del sistema legal mínimos. La insuficiencia de la fuerza se hizo en particular evidente durante la ola de crimen organizado que comenzó a barrer Rusia tras el comienzo de la perestroika. Muchos individuos muy cualificados abandonaron la milítsia hacia empleos mejor pagados en el sector privado, que se ha ampliado para atender las demandas de compañías que necesitan protección, mientras que otros se afiliaron al mismo crimen organizado. El cobro frecuente de sobornos entre los restantes miembros de la militsia ha dañado la credibilidad pública de la institución. Las numerosas revelaciones de la participación del personal de la militsia en asesinatos, anillos de prostitución, venta ambulante de información, y la tolerancia de actos delictivos han creado una percepción por parte del gran público de que todos los militsioneros al menos cobran sobornos. El soborno de oficiales para evitar multas de tráfico y pequeños delitos es un acontecimiento rutinario y esperado, así como la tortura y el abuso de sospechosos bajo custodia. Hasta el 50-80% de los sospechosos es torturado y golpeado con el fin de obtener su "confesión".
En una encuesta pública del año 1995, sólo el 5% de los que respondieron expresó confianza en la capacidad de la milítsia de combatir el delito en su ciudad. Las organizaciones de derechos humanos han acusado a la milítsia de Moscú de racismo al seleccionar a individuos no eslavos (sobre todo inmigrantes del Cáucaso de las Repúblicas de Rusia), ataques físicos, detención injustificada y otras violaciones de derechos. 
En 1995 el ministro de Asuntos Internos, Anatoliy Kulikov, promovió una importante "Campaña de Manos Limpias" para purgar el MVD de elementos corruptos. En el primer año, esta operación limitada identificó a muchos funcionarios del MVD que cobraban sobornos, indicando un nivel alto de corrupción en todas las partes de la agencia. Según los expertos, las causas principales de la corrupción son la financiación insuficiente para entrenar y equipar al personal y pagarles salarios adecuados, disciplina de trabajo pobre, la carencia de responsabilidad y el miedo a represalias de las organizaciones criminales.
Según la ley del país, las filas de Milítsiya en Rusia son clasificadas como "unas escalas especiales del servicio de policía" "o filas especiales". Tales escalas son en general iguales a las filas militares rusas. Hay 3 tipos de "filas especiales": - rangos de la milítsia (para el Ministerio de asuntos internos (MVD) personal que trabaja en el servicio militsia de uso general), - escala de justicia (igual a militsa, pero con el sufijo "de justicia")- para el personal de los departamentos de investigación MVD, - escalas de servicio internas (designadas "del servicio interno" - en general tal personal se viste con el uniforme militar ruso) - para el personal de MVD, el Ministerio de situaciones extraordinarias y defensa civil, servicio de Penitenciaría del servicio de guardafuegos, servicio de inmigración, la función administrativa y otros. En algunos casos el personal de las escalas especiales podría ser ascendido en la escala militar. Por ejemplo, si el oficial de militsia pasa a las Tropas Internas. Otro caso: si es necesario ascender al oficial en la escala más alta que está ausente en filas de militsia o de otro servicio especial.
El Día de la Milítsiya se celebra el 10 de noviembre. Los resultados de una encuesta efectuada el 10 de noviembre de 2005, publicados por Izvestia, muestran que el 72% de la población tiene miedo de la Milítsiya porque piensa que los militsioneros realizan a menudo acciones ilegales contra la gente inocente. Otra encuesta de 2005 mostró que el 41% de la población rusa teme a la Milítsiya más que al crimen organizado (el 56% en Moscú).

### Milítsiya en Ucrania
La Milítsiya en Ucrania está organizada como el Ministerio de Asuntos Internos (en ucraniano: Ministerstvo Vnútrishnij Sprav, MVS).

### Milítsiya en Bielorrusia
Al igual que con la Milítsiya, la aplicación de la ley en Bielorrusia es también responsabilidad de otras instituciones, como la Guardia Presidencial y la Comité para la Seguridad del Estado (KGB), todas ellas bajo la autoridad del Ministerio de Asuntos Internos del país.